# Велико ратно острво
Велико ратно острво је речно острво у Београду које се налази на ушћу Саве у Дунав и ненасељено је. Према административној подели припада граду Београду, а налази се на територији градске општине Земун. Године 2005. увршћено је у списак природних добара Србије и дато на управљање ЈКП „Зеленило Београд“.
Највећи део острва прекривен је шумом, а за разлику од орнитофауне и флоре, на простору Великог ратног острва нема много врста сисара, због изолованости и честог плављења.
Први писани траг о острву датира из 1699. године када је оно описано као велико шумовито острво, док најстарији ликовни приказ острва датира из 1514. године. Током историје, острво је више пута мењало назив, а крајем 18. века добило данашњи. Од свог постанка, због значајног стратешког положаја имало је велику улогу у ратним операцијама. Острво је било стратешка тачка са које је Београд нападан и брањен, па је зато добило назив Велико ратно острво.
Данас се око две трећине острва користи као природни резерват за 196 врста птица, од којих су многе угрожене. На северном шпицу налази се мала пешчана плажа Лидо, док је остатак острва заштићен законом и његова урбанизација није дозвољена. Велико и Мало Ратно острво имају, међу очуваним влажним стаништима која се налазе у Београду највећу разноврсност у бројности животињских врста, посебно птица и биљних врста везаних за мочварна станишта. Острво представља тачку највећег биодиверзитета на територији Београда, када је реч о орнитофауни.
Заштићено природно добро Велико ратно острво обухвата две речне аде, Велико и Мало ратно острво, укључујући и спрудове који се могу јавити услед дејства водених струја, а повезани су адама. Велико и Мало ратно острво смештени су између 1172 и 1169 km тока Дунава, са заштитним појасом у ширини од 50 m водене површине, односно 70,1 m водостаја Дунава.
Острво је површине од око 210,66 ha, смештено је између два историјска језгра, београдске тврђаве и земунског средњовековног утврђења и незаменљив је елемент природе у центру Београда.

## Географија

### Географски положај и локација
Велико ратно острво налази се на ушћу Саве у Дунав, у проширењу Дунава између Београдске тврђаве као завршног дела Теразијског гребена, најсевернијег дела Шумадије на западу и ниског, најисточнијег дела Срема, урбаног насеља Ушће на Новом Београду.
Са западне и јужне стране налазе се општине Нови Београд и Земун, а на источној Калемегдан, односно општина Стари град. Острво се налази релативно близу обала, на једном делу удаљено је само 200 м од Новог Београда и Калемегдана. У најужем делу рукавца, јужно, на пола пута између Великог ратног острва и насеља Ушће, налази се Мало ратно острво. Са северне стране налази се земунско купалиште Лидо. До острва је могуће стићи понтонским мостом из Земуна или чамцем. Од центра града Београда, острво је удаљено 800 м ваздушном линијом.
Равничарског је карактера, са просечном надморском висином од 72 м, а цела површина острва је благо нагнута ка истоку, у правцу тока Дунава. На острву се налазе две веће депресије, од којих је мања ближа Новом Београду, а већа Дунаву.
На острву постоје две пешачке стазе, дужа 3,2 km, а краћа 1,6 km. Острво је једна од реперних тачака на најзначајнијем европском пловном путу, који повезује Северно море преко канала Рајна—Мајна—Дунав са Црним морем.
Године 2005. покренута је иницијатива да Велико ратно острво припадне општини Нови Београд, која није реализована.

### Клима
Просечна годишња температура ваздуха на острву је 12,5 °C, док је у просек у вегетационом периоду 19,2 °C. Током јула, који је најтоплији месец, просечна температура износи 23 °C, док у јануару који је најхладнији, износи 1,4 °C. Просечна количина падавина износи 690,9 mm воденог талога, а током вегетационог периода 391,9 mm воденог талога.
| Клима Великог ратног острва (1981—2010) | Клима Великог ратног острва (1981—2010) | Клима Великог ратног острва (1981—2010) | Клима Великог ратног острва (1981—2010) | Клима Великог ратног острва (1981—2010) | Клима Великог ратног острва (1981—2010) | Клима Великог ратног острва (1981—2010) | Клима Великог ратног острва (1981—2010) | Клима Великог ратног острва (1981—2010) | Клима Великог ратног острва (1981—2010) | Клима Великог ратног острва (1981—2010) | Клима Великог ратног острва (1981—2010) | Клима Великог ратног острва (1981—2010) | Клима Великог ратног острва (1981—2010) |
| Показатељ \ Месец                       | .Јан.                                   | .Феб.                                   | .Мар.                                   | .Апр.                                   | .Мај.                                   | .Јун.                                   | .Јул.                                   | .Авг.                                   | .Сеп.                                   | .Окт.                                   | .Нов.                                   | .Дец.                                   | .Год.                                   |
| --------------------------------------- | --------------------------------------- | --------------------------------------- | --------------------------------------- | --------------------------------------- | --------------------------------------- | --------------------------------------- | --------------------------------------- | --------------------------------------- | --------------------------------------- | --------------------------------------- | --------------------------------------- | --------------------------------------- | --------------------------------------- |
| Апсолутни максимум, °C (°F)             | 20,7 (69,3)                             | 23,9 (75)                               | 28,8 (83,8)                             | 32,2 (90)                               | 34,9 (94,8)                             | 37,4 (99,3)                             | 43,6 (110,5)                            | 40,0 (104)                              | 37,5 (99,5)                             | 30,7 (87,3)                             | 28,4 (83,1)                             | 22,6 (72,7)                             | 43,6 (110,5)                            |
| Максимум, °C (°F)                       | 4,6 (40,3)                              | 7,0 (44,6)                              | 12,4 (54,3)                             | 18,0 (64,4)                             | 23,5 (74,3)                             | 26,2 (79,2)                             | 28,6 (83,5)                             | 28,7 (83,7)                             | 23,9 (75)                               | 18,4 (65,1)                             | 11,2 (52,2)                             | 5,8 (42,4)                              | 17,4 (63,3)                             |
| Просек, °C (°F)                         | 1,4 (34,5)                              | 3,1 (37,6)                              | 7,6 (45,7)                              | 12,9 (55,2)                             | 18,1 (64,6)                             | 21,0 (69,8)                             | 23,0 (73,4)                             | 22,7 (72,9)                             | 18,0 (64,4)                             | 12,9 (55,2)                             | 7,1 (44,8)                              | 2,7 (36,9)                              | 12,5 (54,5)                             |
| Минимум, °C (°F)                        | −1,1 (30)                               | −0,1 (31,8)                             | 3,7 (38,7)                              | 8,3 (46,9)                              | 13,0 (55,4)                             | 15,8 (60,4)                             | 17,5 (63,5)                             | 17,6 (63,7)                             | 13,5 (56,3)                             | 9,0 (48,2)                              | 4,2 (39,6)                              | 0,2 (32,4)                              | 8,5 (47,3)                              |
| Апсолутни минимум, °C (°F)              | −26,2 (−15,2)                           | −15,4 (4,3)                             | −12,4 (9,7)                             | −3,4 (25,9)                             | 2,5 (36,5)                              | 6,5 (43,7)                              | 9,4 (48,9)                              | 6,7 (44,1)                              | 4,7 (40,5)                              | −4,5 (23,9)                             | −7,8 (18)                               | −13,4 (7,9)                             | −26,2 (−15,2)                           |
| Количина падавина, mm (in)              | 46,9 (1,846)                            | 40,0 (1,575)                            | 49,3 (1,941)                            | 56,1 (2,209)                            | 58,0 (2,283)                            | 101,2 (3,984)                           | 63,0 (2,48)                             | 58,3 (2,295)                            | 55,3 (2,177)                            | 50,2 (1,976)                            | 55,1 (2,169)                            | 57,4 (2,26)                             | 690,9 (27,201)                          |
| Дани са падавинама (≥ 0.1 mm)           | 13                                      | 12                                      | 11                                      | 13                                      | 13                                      | 13                                      | 10                                      | 9                                       | 10                                      | 10                                      | 12                                      | 14                                      | 139                                     |
| Дани са снегом                          | 10                                      | 7                                       | 4                                       | 1                                       | 0                                       | 0                                       | 0                                       | 0                                       | 0                                       | 0                                       | 3                                       | 8                                       | 33                                      |
| Релативна влажност, %                   | 78                                      | 71                                      | 63                                      | 61                                      | 61                                      | 63                                      | 61                                      | 61                                      | 67                                      | 71                                      | 75                                      | 79                                      | 68                                      |
| Сунчани сати — месечни просек           | 72,2                                    | 101,7                                   | 153,2                                   | 188,1                                   | 242,2                                   | 260,9                                   | 290,8                                   | 274,0                                   | 204,3                                   | 163,1                                   | 97,0                                    | 64,5                                    | 2.111,9                                 |
| Извор: РХЗ                              |                                         |                                         |                                         |                                         |                                         |                                         |                                         |                                         |                                         |                                         |                                         |                                         |                                         |

## Биогеографија
Велико ратно острво је троугластог облика и покрива површину од 2,11 km², у највећем делу је мочварно и често поплављено Дунавом. Први пут када су вршена геодетска мерења седамдесетих година 20. века, острво је од тада до почетка двехиљадедесетих порасло за око 40 ha.
Тренутно се око две трећине острва користи као природни резерват за 196 врста птица, од којих су многе угрожене. Према броју пописаних биљних и животињских врста, Велико ратно острво једно је од најочуванијих природних станишта на простору града Београда.
У дубинама испод острва постоји богатство подземних вода, које се могу искористити као обновљив извор енергије.
Од 1930. године запажена су велика померања обала острва, највише у доњем току Дунава, испред ушћа Саве, односно десна обала, код ушћа, померила се удесно за око 500 m, док су промене друге две контуре знатно слабије, посебно савске обале.
Због седиментације је неопходно повремено одводњавање и уклањање муља са северне стране острва, јер би се у противном направила копнена веза са обалом Дунава.

### Лидо
Лидо је пешчана плажа на северном делу острва. Првобитно је развијана као дивља, а данас је модерна плажа, која током летњих месеци прими велики број посетилаца. Плажа је добила име по насељу Лидо у округу Венеција и првобитно је развијена као дивља плажа која представља алтернативу популарнијој плажи и парку Ади Циганлији. До плаже је могуће стићи понтонским мостом, који је постављен током лета, а такође постоји приступница за бродове, кануе и кајаке. На простору плаже налазе се угоститељски пултови.
Почетком двехиљадитих година Војска Југославије постављала је сваког лета понтонски мост, а пре тога до плаже је било могуће стићи само чамцем. У јулу 2003. године на плажи је одржан Ехо фестивал. Током поплава 2006. године, Лидо је претрпео велике штете, био запуштен и неуређен. Као резултат свега тога, уместо 10.000 људи који иначе током лета свакодневно посете плажу и острво, 2006. их је било свега око 200 до 300. У лето 2007, Лидо је коначно припремљен за посетиоце, а мост је поново постављен. У наредној години дошло је до још неких побољшања на плажи и острву. Плажа и зелени појас који окружује Лидо су очишћени и уређени, а по први пут су и спасиоци постављени на плажи, заједно са полицијском патролом и амбулантним бродом.
На плажи су се током лета одржавале спортске манифестације, као што су турнир у одбојци на песку, регата, пливачки и турнир у рвању.
Плажа Лидо обухвата трећу зону заштите заштићеног природног добра Великог ратног острва и на њему се могу организовати туристичко-рекреативне понуде.
Током 2013. године представљен је идејно урбанистички пројекат по којем би се направио пешачки мост, који би повезао Земунски кеј и плажу Лидо. Пројекат је обухватао и ресторан на плажи са апартманским сојеницама, али ипак није реализован.

### Велики и Мали Галијаш
Главна физичка особина острва је канал Велики Галијаш, који заједно са Малим Галијашем представља значајно природно рибље плодиште. Временом, Велики Галијаш је био одсечен од Дунава и ефективно претворен у језеро, са површином од 0,24 km² и главним простором за птице и мрест риба на острву. Његова дужина је око 800 m, ширина до 30, а дубина до 2 м. Међутим, у сушним годинама језеро у потпуности дренира и наноси штету затвореном екосистему око њега. Да би се рибе током мреста сачувале од рибокрадица, на улазу у Галијаш је постављен велики понтон, испод кога рибе када достигну одређену величину прођу и отпливају у реку.
У каналу Велики Галијаш пописане су следеће акватичне биљне врсте: Phragmites communis, Typha latifolia, Scirpus lacustris, Carex sp., Sparganium emersus, Juncus sp., Butomus umbellatus, Allisma plantago aquatica, Potamogeton natans, Potamogeton fluitans, Ceratophyllum demersum, Trapa natans, Salvinia natans, Azolla sp., Spirodela polyrhisa, Salix alba, Populus alba, Amorpha fruticosa, Xantium sp., Datura sp. и Polygonum sp.
Пописане врсте ихтиофауне на локалитету Велики Галијаш укључују: дунавску паклару, америчког патуљастог сомића, главоча пескара, тркача и круглака, гргеча, шарана, штуку, бабушку, деверику, црнооку деверику, крупатицу, кедера, буцова, бодорку, јаза и сунчицу.
У октобру 2007. године извршена је санација Великог Галијаша, чишћењем, измуљивањем и довођењем у претходно функционално стање у циљу оспособљавања природног рибљег плодишта.

### Флора
Подручје Великог ратног острва обрасло је поплавним шумама врба и топола, а на њихов опстанак утичу подземне воде. Заједнице трске и шевара налазе се у средини острва у замочвареним депресијама. Осим пољопривредних култура на острву су присутне и биљке као што су горослад, штир, пиревина и друге. На отвореним и осунчаним местима са пешчаном плажом успевају бела росуља, ладолеж, козји рогови, гавез и друге врсте.
Барска вегетација на острву присутна је у двема барама, одликују је дрезга, кроцањ, а ближе обали велика водена сочивица и водена папрат. На отвореним површинама бара налазе се ретки примерци белог локвања, који се налази на списку природних реткости.
На острву су пописане биљне врсте као што су американски јавор, сребрнолики јавор, водена боквица, комоника, тарчућак, пепељуша, барска кукута, паламида, полонац, дивља шарпарепа, жуква, шумска салата, камилица, рогљичица, барска нана, маслачак, зелена боца, грноица, попино прасе, рапава горчика, вежљика, коњштак, лобода и многе друге.
Осим најдоминантније беле врбе на највлажнијим теренима острва присутне су: водена метвица, срчано зеље и шашеви, док су на сувљим теренима осим црне тополе присутне бела и крста врба. Од жбунастих биљака на острву расте на готово целом острву багренац, бадемаста врба и ракита.
На вишим теренима острва где је плављење краће и где су подземне воде дубље, расту бела и крта врба, црна и бела топола.
Биљни свет на острву укључује типичну мочварну флору, попут трске, жуте водене перунике, Juncus, али и дрвећа као што су црна топола, јасен, бели брест, зова, бели глог и неколико врста ретких четинара.
 Ретка врста орхидеја, мочварна орхидеја први пут је виђена у Београду 1896. године на Великом ратном острву, али је након тога ишчезла. Поново је откривена на подручју Макиша, али је и одатле нестала до 2001. године, а данас се може наћи око језера Велико блато у насељу Крњача.
Шуме на острву покривају површину од 120 хектара, односно 57% острва. Дрвне врсте укључују орах и кошћелу. Године 2010. засађено је око 2.500 садница храста лужњака. Већа покривеност шумама утиче на микроклиму и пружа нова станишта за птице. Аутохтоне врсте дрвећа укључују белу и бадемасту врбу, купину, дивљу лозу, звездицу, штир, белу росуљу, оштрицу, трску, вежљику, бели локвањ и тополу. До новембра 2017. године, на острву је засађено 5.850 садница храста лужњака, 1.000 садница пољског јасена, 1.755 садница белог бреста и 800 садница црне тополе. У потоцима и барама острва присутни су ретки примерци белог локвања, заштићени као природна реткост, а присутна је и барска вегетација, која укључује водену сочивицу и водену папрат.
На простору острва пописане су 42 врсте лековитог биља, од тога пет заштићених врста: гавез, црни глог, чичак, бели слез, као и строго заштићена дивља врста, бели локвањ.
Године 1980. на острву је засађено је 1.000 садница мочварног чемпреса, који настањују мочварне и речне токове југоистока Северне Америке.

### Фауна
Због релативне очуваности вегетације и присуства водених површина, на простору острва се гнезди, храни и задржава већи број птица, а њихово присуство је условљено различитошћу станишта, годишњих доба и водостаја.
Острво настањује између 163 и 196 врста птица сврстаних у 46 фамилија и 16 редова. Птица гнездарица је 66 врста, 43 врсте су станарице, а 23 селице. У зимском периоду, током гнежђења присутно је око 80 врста, док се у сезони миграција број птица повећава на преко сто. Неке од врста које настањују острво су мали вранац, црноглава траварка, црна рода, пупавац, вуга, кос, прдавац, црноглава грмуша, ронци, неколико врста чапљи и више од 40 врста патака. Укупно, број врста птица на острву креће се између 163 и 196. Велико ратно острво била је највећа колонија велике беле чапље на читавом току Дунава и једна од највећих у Европи. Током НАТО бомбардовања СРЈ 1999. године, чапље су напустиле ово подручје.
Главна атракција на острву је пар орлова белорепана. Као гнездећи пар, населили су се на острво 2010. године, мигрирајући из мочварног подручја Панчевачки рит, преко Дунава. Изградили су гнездо пречника 2,5 m на висини од 20 m. На ширем београдском подручју налазило се још пет других гнездећих парова белорепана, а око 90 њих у целој Србији, али њихово репродуковање на само 2,5 km од центра Београда је изузетна реткост. Први пут добили су принове 2013. године, а затим и 2016. када су комуналне службе поставиле камеру у њихово гнездо. Пројекат је био јединствен, сличан је реализован и у Естонији. Највећи европски орлови, белорепани примећени су и у насељу Ушће на Новом Београду, на Дорћолу, као и на Калемегдану и Тргу републике.
Током летњег периода на острво се настањују птице као што су патка њорка, жута плиска, жута чапља и многе друге, са Гренланда, Исланда, Норвешке и из Сибира. Такође присутни су и детлићи, плаветна, мочварна и велика сеница, славуји и многе друге птице. Разноликост птичјих врста разликује се у пролеће и јесен, када острво постаје пребивалиште многим врстама селица. Са североисточне стране острва зими се задржавају јата пловуша – патке глуваре, кашикаре, звиждаре, крџе, ластавичарке, риђоглаве патке и многе друге.
Острво настањују и птице са севера као што су патке ледењарке, ћубасте патке, црни и баршунасти турпан, шарене утве, а повремено и кривокљуни северни гњурац. Током сеоба појављују се и ретке врсте пловуша, као што је белоглава патка. Током јануара, када су стајаће воде на острву замрзнуте, у водама око острва борави и преко 5.000 птица различитих врста.
Од бубоједа, на острву су пописане кртица, јеж, пољска ровчица, баштенска ровчица, обалска ровчица, шумска ровчица и мала ровчица. Глодари пописани на острву су веверица, патуљасти миш, пругасти миш, шумски миш, пољски миш, жутогрли миш, домаћи миш, сиви пацов. пољска волухарица, водена пољухарица, бизамски пацов, обични пух, пух лешникар и нутрија. Слепи мишеви пописани на острву укључују врсте као што су: велики потковичар, широкоухи љиљак, мали мишоухи вечерњак, дугоухи вечерњак, ресасти вечерњак, шиљоухи вечерњак, обични бркати вечерњак, барски вечерњак, водени вечерњак, велики поноћњак, обични слепи миш, патуљасти слепи миш, шумски слепи миш, белоруби слепи миш, средњи ноћник, мали ноћник, смеђи дугоухи љиљак, сиви дугоухи љиљак, двобојни вечерњак и дугокрили љиљак.
Од звери, на острву су пописани мрки твор, ласица, хермелин, куна белица, видра, лисица, шакал, домаћи пас и домаћа мачка. Постоји присуство и видре, куне златице.
Од папкара, острво привремено или стално настањују срне, а такође постоји значајна колонија дивљих свиња. Ретко прелазе преко Дунава и могу се видети у Земуну или на Новом Београду.
Дана 9. октобра 2008. године, на острву је откривена врста слепог миша под називом патуљасти слепи миш. Реч је о ретком сисару који има распон крила од 17 центиметра и тежине је 4 грама. Стручњаци су сумњали да је ова врста већ била настањена, али ипак ово је био први пут да је он виђен на простору Србије. По попису из октобра 2008. године, на острву је пописано 23 врсте сисара.
У водама острва, као и у његовом приобаљу, поред великог броја врста риба, могу се наћи велика и мала зелена жаба, барска корњача, ливадски и зидни гуштер, белоушка, рибарица, слепи мишеви и друге ситније животиње.
На острву су такође запажени трагови и присуство лисица, фазана и творова, док су ловачке организације у више наврата доносиле зечеве, који се у малој бројности одржавају на целој површини острва, али су услови за њих неповољни.
У водама око острва пописано је 53 врсте риба, а већина њих се у пролеће мрести у каналу Велики Галијаш.
Проблем на острву представљају напуштени пси и мачке, као и гајење домаћих животиња.

## Историјат
На ушћу Саве у Дунав дошло је до таложења транспортованог наносног материјала, у почетку под водом, уз формирање подводног спруда који је временом почео да израста изнад воденог огледала и да постаје речно острво. Велико Ратно острво је често мењало облик и тај процес стварања траје и данас. На основу историјских података и описа битака на Дунаву, верује се да је острво формирано у другој половини 15. века и било подељено и преплављено Дунавским потоком. Први ликовни приказ острва датира из 1514. године, када га је забележио мађарски картограф Лазар Деака. Кроз историју острво је често мењало имена, најстарији назив му је био Дунавско острво, затим Циганско острво, из разлога јер је на острву током 17. и 18. века постојала циганска махала, потом Бабалик острво, Цариградско острво, а 1717. године у време заузимања Београда од стране аустријске војске под командом Евгенија Савојског добија данашњи назив, Велико ратно острво. Након Првог светског рата, Мало и Велико ратно острво су изгубили војни значај, па су названи „Коњска ада“ и „Сиротињско острво“. У то време на острву су биле подигнуте сојенице најсиромашнијих становника Земуна, а острво је било у целости обрађивано и имало је велики значај за прехрану становништва. На ливадама острва гајио се кукуруз и лубеница, са којима се трговало на градским пијацама.
Први писани траг о острву датира из 1699. године, када га је енглески лекар Брачна описао као велико шумовито острво. Од свог настанка, због значајног стратешког положаја, острво је имало значајну улогу у ратним операцијама на овом подручју. На њему су током ратних времена грађена и рушена војна утврђења, мостови за прелазак војске са београдске на земунску и панчевачку страну, као и обрнуто.
Током османских напада и опсаде Београда 1521. године, Турци су своје нападе започињали баш са Великог ратног острва. Када су Турци освојили острво, они су на његовом делу саградили стражарску осматрачницу. Касније када је острво припало Аустроугарима, они су такође направили осматрачницу, са друге стране острва. У међувремену је изграђен канал који је острво пресецао по средини и ту су се налазили ратни бродови.
Потписивањем Цариградске конвенције 2. марта 1741. године, острво је подељено на два дела, Турској је припао део према Калемегдану, а Аустроугарској део према Земуну и Банату. Када су се Аустроугари повукли, затрпали су канал и порушили утврђења.
Године 1806. Карађорђеви устаници су са острва гађали Калемегдан, током напада устаника на Београд, а у исте сврхе користили су га и Аустроугари, 1915. године.
Први планови за уређивање острва датирају из периода 1923—1924. године, када је оно у Генералном урбанистичком плану замишљено као елитни парк, због чега је исушена и насипана обала на левој обали Саве, а након тога су започели радови на левој обали Дунава. Након Другог светског рата постојао је пројекат и идеја да се острво мостом споји са Земуном, а на њему изгради спортско-рекреативни парк, са великим кружним језером у средини. Пројекат је одбачен 1972. године. У периоду 1976—1985. године острво се разматрало као извор водоснабдевања, а Завод за заштиту природе је Скупштини општине Земун послао захтев да се острво прогласи за заштићени резерват природних и историјских вредности. Захтев није усвојен, али ипак захтеви о водоснабдевању нису реализовани.
Историчар Коме забележио је пад Земуна под Турску 1521. године и споменуо како су на месту острва сахрањени бранитељи града, укључујући њихове жене и децу.
Током шездесетих година 17. века, овај предео посетио је отомански путописац Евлија Челебија, који је записао да је на острву постојала џамија названа по извесном Ахмету Бабалику, београдском јањичару као и да је једно од ранијих назива острва било Бабалик острво. Бабалик Ахмед, узурпирао је турски део острва и продавао земљу сиромашним муслиманима, због чега је осуђен на смрт 1762. године.
Током опсаде Београда 1806. године, војска на челу са Карађорђем Петровићем користила је острво у војне сврхе, одакле је топовима дејствовала на тврђаву Калемегдан. Током битке за Београд 1915. године, аустроугарска војска је такође користила острво када је започињала нападе. Након Првог светског рата, група до око 20 сиромашних становника Земуна саградила је куће на острву, због чега је оно тада названо „Сиротињско острво“. У то време је настала и пешчана плажа, која се налазила наспрам Земуна, као претеча модерне плаже Лидо.
Након завршетка Првог светског рата на доњем шпицу острва изграђена је плажа под називом „Дорћолска плажа” или „Лапат”.
Године 1928. грађевинска компанија Шумадија предложила је изградњу жичаре на острву, а пројекат су назвали "ваздушни трамвај". Пројекат је планиран да повеже Земун и Калемегдан на Београдској тврђави, преко Великог ратног острва. Пројекат ипак није реализован.
У периоду 1941—1944. године Савом су плутали лешеви људи, које је река донела из правца логора смрти Јасеновац. Велики број посмртних остатака извађен је на југоисточном делу Великог ратног острва. Сахрањивање жртава вршило се на острву, где је никло велико гробље од малих белих крстача, по одредби Томе Максимовића, комесара за избеглице у влади Милана Недића. После рата гробља нису обележена. Острво је тада било под управом Нацистичке Немачке.
Када је изградња Новог Београда почела, 1948. године градска власт је донела одлуку да се острво потпуно уништи коришћењем песка и земље за покривање мочвара, где ће се градити нови град. Међутим, лежишта алувијалних материјала који су стално доспевали на острво из Дунава потпуно су спречили да се то догоди. Уместо тога, Мало ратно острво служило је тој сврси и било је скоро уништено у том процесу. Према урбанистичком плану из 1950. било је предвиђено да се острво споји са новобеоградским обалама, чиме би настало једно или два језера. На Ратном острву половином 1970-тих налазимо пољопривредно имање ООУР "13. мај" Пољопривредног комбината Београд.

## Заштита подручја
Природно добро Велико ратно острво проглашено је за предео изузетних одлика од 8. априла 2005. године. Поверено је на управљање Јавном комуналном предузећу Зеленило-Београд и Управи општине Земун. Одлуку о заштити донела је Скупштина града Београда на предлог Секретаријата за заштиту животне средине. Заштићено природно добро Велико ратно острво састоји се од две аде, Великог и Малог ратног острва. Острвске воде проглашене су природним рибљим плодиштем у оквиру рибарских подручја „Дунав III“ и „Сава II“.
Заједно са Малим, Велико ратно острво стављено је под заштиту ради очувања живописних пејзажних обележја и ненарушених примарних предеоних вредности од изузетног значаја за очување станишта, природних реткости, ретких и угрожених птица мочварица и ради заштите репрезентативне морфолошке и геолошке творевине речног острва које је настало као продукт флувијалне фазе у фацији корита, које има еколошки, културно-историјски и рекреативни значај за град Београд.
За укупну површину Великог ратног острва категорисаног као значајно природно добро, од стране Завода за заштиту природе Србије утврђене су три зоне са различитим режимом заштите.
- Зона заштите природе (режим заштите I степена) има карактер специјалног резервата природе и обухвата Мало ратно острво у целини, зону приобаља Великог ратног острва, шумски комплекс, влажна подручја унутар Великог ратног острва и водене површине око Малог ратног острва.[81]
- Зона рекреације (режим заштите II степена) обухвата унутрашње делове Великог ратног острва, некадашње обрадиве површине које се и сада користе на тај начин, ливадске површине приобаља према Дунавцу, које су сада делимично заузете бесправно изграђеним објектима, као и локацију јавног пристана са контролисаном јавном саобраћајницом и заштитном зоном у ширини од 10 м која повезује ову локацију са плажом Лидо.[28]
- Зона туризма која обухвата плажу Лидо са планираним проширењем где се могу организовати туристичке и рекреативне понуде и нови садржаји.

Поред ових режима заштите примењују се и режими заштите утврђени законом Републике Србије и другим прописима којим се уређује управљање међународним пловним путевима, заштита водоснабдевања и водопривредних објеката, заштита мочварних подручја, као и заштита ловних и риболовних резервата.
По Међународном статусу је значајно подручје за птице IBA Important Bird Areas и Европске мреже заштићених природних добара Emerald Area.
ЈКП „Зеленило Београд“ је у зони рекреације направило амфитеатар, где се одржавају едукативни кампови и остале промотивне активности. За потребе чуварске и рибочуварске службе направљена је рустик сојеница, стазе и плато за пристајање пловних објеката.
Заштићено природно добро Велико ратно острво део је еколошко значајних подручја „Ушће Саве у Дунав“ и Дунав и Сава – еколошких коридора од међународног значаја.

## Острво данас
Почетком двехиљадитих година у јавности су се појавиле спекулације о будућности острва, те да је планирано да се претвори у велики забавни парк, као могуће место за пресељење Београдског зоолошког врта или да се делови острва изнајмљују културним представницима различитих земаља, као и идеја да се острво преименује у Дунавско острво. Пројекат и идеја није заживела, након што је 2005. године одлучено да природа острва остане нетакнута.
Године 2002. острво је, заједно са својом обалом, проглашено природним простором за мрест риба и постало је једини део града Београда где није дозвољена изградња објеката, као што су хотели, мотели или ресторани. Највећи радови на острву почели су 2007. године, након поплава 2006. године, које су уништиле Лидо са северне стране острва. Велико ратно острво је тада потпуно очишћено од отпада. Обележавајући 29. јун, Међународни дан Дунава, отворен је еколошки камп за студенте Универзитета у Београду. Поплаве из 2006. године су такође јако оштетиле биљни свет, а настрадао је и велики број животиња, те је требало неколико година да се врсте опораве.
У августу 2007. године, копање канала дужине 300 m, који је повезао Велики Галијаш са Дунавом, спречило је сушење језера. У марту 2016. године, бивши градоначелник Београда Синиша Мали, најавио је да је једна од потенцијалних локација за премештање Савског моста потез од Земуна до Великог ратног острва. Због могућег угрожавања природног станишта острва, од пројекта се одустало.
Године 2011. ЈКП „Зеленило-Београд” поставило је понтонски мост дугачак 50 m на улазу у канал Велики Галијаш, како би заштитили рибе од плутајућег наноса и рибокрадица.
Током јула 2018. године објављено је да ће се одржати Белгрејт фестивал на Великом ратном острву. Пошто је острво заштићено, Министарство пољопривреде и заштите животне средине Републике Србије је блокирало одржавање фестивала.
Чести посетиоци острва су биолози, орнитолози и еколози, а да би се лакше проучавао живот птица, на острву су изграђена два видиковца. Један видиковац налази се на средини канала Велики Галијаш, а други на највишој тачки острва и са њега се преко реке види Кула Небојша и Београдска тврђава.
На простору острва током летњег периода организују се еко-кампови, шетње са водичем и радионице.
Иако званично ненасељено, у унутрашњости острва током летњег периода борави десетак људи у привременим викенд објектима.

## У популарној култури
- Године 2009. српски књижевник Душан Микља и издавачка кућа Лагуна, објавили су књигу под називом Потапање Великог ратног острва, која описује намеру власти да потопи острво, како би са њим у Црно море отпловили посмртни остаци убијене непожељне личности, која је ту кришом сахрањена.[98]
- Документарни филм Београдска оаза, редитеља Петра Лаловића објављен је 2012. године и представља филмску причу о Великом ратном острву, као царству животиња и резервату биљног света. Филм прати живот на острву током сва четири годишња доба, када биљке и животиње мењају своје лице и начин живота.[99]
- Године 2012. снимљен је кратки филм о Великом ратном острву по имену Срце Београда, аутора Славка Костића. Овај филм је прошао селекцију на међународним фестивалима: „Green Screen Fest” 2012. године у Београду, у категорији аматерски филм; „It's up to you too” - „IUTYT” 2013, у Ухерском Храдишту (Чешка Република); XVIII Међународни филмски фестивал заштите животне средине Зелена визија 2013 - „Зелена визија” у Санкт Петербургу (Русија).[100]
- У јулу 2017. године у Културном центру Магацин у Београду, одржана је изложба под називом „Велико ратно острво: Пусте фикције”.[101]
- Центар за истраживачке и развојне пројекте Екодев, објавио је у септембру 2017. године филм Историја и биодиверзитет Великог ратног острва у којем је представљен његов културни и биолошко-еколошки значај.[102][103]
- Књига Милана Бјекића под називом Гусари и златно јаје објављена је 31. јануара 2019. године и говори о дунавским гусарима који стижу на Велико ратно острво како би пронашли златно јаје.[104]
- Дана 22. јануара 2025. у Београду представљена је монографија „Предео изузетних одлика Велико ратно острво” у издању Завода за заштиту природе Србије и ЈКП „Зеленило Београд“.[105]

## Галерија
- Земун и Велико ратно острво из дрона
- Дрвеће на острву
- Понтонски мости који спаја Земунски кеј и острво
- Поглед на ушће Саве у Дунав, Мало и Велико ратно острво
- Поглед на острво са Спортског центра Милан Гале Мушкатировић у Земуну

- Острво у јесен
- Мало и Велико ратно острво
- Купалиште Лидо и острво
- Поглед из авиона 2019. године